# Картер, Кеннеди
Кеннеди Картер (англ. Chennedy Carter; род. 14 ноября 1998 года в Форт-Уэрте, штат Техас, США) — американская профессиональная баскетболистка, которая выступает в женской национальной баскетбольной ассоциации за клуб «Чикаго Скай». Была выбрана на драфте ВНБА 2020 года в первом раунде под общим четвёртым номером командой «Атланта Дрим». Играет на позиции атакующего защитника.

## Ранние годы
Кеннеди Картер родилась 14 ноября 1998 года в городе Форт-Уэрт (штат Техас) в семье Бродерика Картера и Шонды Перкинс, троюродная сестра Джиа Перкинс, бывшего игрока ВНБА, крестница Джейсона Терри, бывшего игрока НБА, у неё есть три брата, Кэмерон, Чендлер и Кендалл, училась в соседнем городе Арлингтон в средней школе Тимбервью, в которой выступала за местную баскетбольную команду.